# پریدوتیت

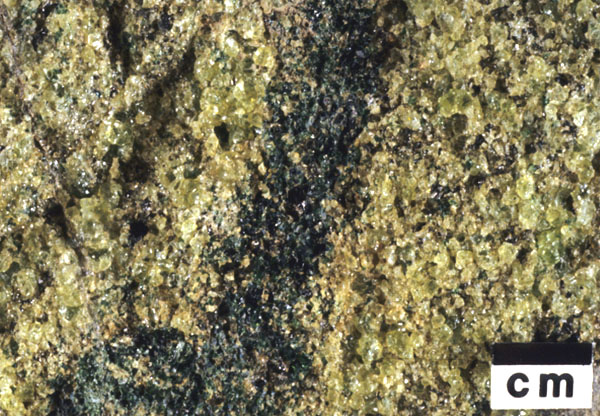
پریدوتیت در سن‌کارلوس، آریزونا

پریدوتیت (به انگلیسی: Peridotite) یک سنگ آذرین چگال است که عمدتاً از کانی‌های الیوین و پیروکسین ساخته شده‌است. این سنگ دارای کمتر از 45 درصد سیلیسیم دی‌اکسید است. پریدوتیت یک سنگ آذرین درونی است که معادل خروجی آن کماتئیت می باشد که تقریبا کمیاب می باشد.